# Aristodemo Santamaria
Aristodemo Santamaria (né le 9 février 1892 à Gênes en Ligurie, et mort le 10 décembre 1974) est un footballeur international italien qui évoluait au poste d'attaquant. 

## Biographie
Aristodemo Santamaria reçoit onze sélections en équipe d'Italie entre 1915 et 1923, inscrivant trois buts.
Il joue son premier match en équipe nationale le 31 janvier 1915, contre la Suisse (victoire 3-1 à Turin).
Santamaria participe au tournoi masculin des Jeux olympiques d'été de 1920 avec la sélection italienne. Lors de cette compétition organisée en Belgique, il joue deux matchs, avec une victoire contre l'Égypte, et une défaite contre la France.
Il inscrit son premier but avec l'Italie le 20 février 1921, contre la France (victoire 1-2 à Marseille). Il marque son deuxième but le 15 janvier 1922, contre l'Autriche (score : 3-3 à Milan). Son troisième et dernier but est inscrit le 1er janvier 1923, contre l'Allemagne (victoire 3-1 à Milan).
À une reprise, il officie comme capitaine de la sélection, le 6 novembre 1921, contre la Suisse (1-1). Il reçoit sa dernière sélection le 4 mars 1923, contre la Hongrie (score : 0-0 à Gênes). 

## Palmarès
Genoa
- Championnat d'Italie (3) : 
  - Champion : 1914-15, 1922-23 et 1923-24.